# 토르바인

토르바인

토르바인(웨일스어: Torfaen)은 웨일스 남동부에 위치한 주급 자치시로 행정 중심지는 폰티풀이며 면적은 126km2, 인구는 91,100명(2011년 기준), 인구 밀도는 718명/km2이다. 동쪽으로는 몬머스셔, 남쪽으로는 뉴포트, 서쪽으로는 카이어필리 자치시, 블라이나이궨트와 접한다.